# Haut Conseil de la science et de la technologie
Le Haut Conseil de la science et de la technologie est un organisme créé en France en 2006 et supprimé en 2013.
Son rôle était d’éclairer l’exécutif sur toutes les questions relatives aux grandes orientations de la Nation en matière de politique de recherche scientifique, de transfert de technologie et d'innovation. Ce rôle a été repris par le Conseil stratégique de la recherche.

## Historique
Plusieurs organismes successifs ont été chargés de la stratégie nationale en matière de recherche : le Conseil supérieur de la recherche et de la technologie créé en 1982, le Comité d’orientation stratégique créé en 1995, remplacé en 1998 par le Conseil national de la science, lui-même remplacé par le Haut Conseil de la science et de la technologie en 2006 avec la loi de programme pour la recherche.
Le Haut Conseil est à sa création placé auprès du Président de la République, il est ensuite rattaché au Premier ministre le décret du 19 mars 2009. Ce Haut Conseil de la science peut répondre aux demandes du gouvernement, mais également s'autosaisir de questions qu'il jugera importantes (par exemple l'opportunité de l'implantation du réacteur de fusion ITER dans l'Hexagone). L’auto saisie est décidée à la majorité des deux-tiers de ses membres. Selon le collectif Sauvons la recherche, le Haut Conseil n’est pas indépendant du pouvoir politique, n’est pas représentatif de la communauté scientifique, et n’inclut pas de représentation de la société civile qui ne se réduit pas aux grandes entreprises (qui, elles, sont représentées). En outre, il ne serait pas capable d’autosaisine, et ne pourrait pas donner une publicité systématique de ses avis.
En 2012, le rapport des assises de l’Enseignement supérieur et de la Recherche propose de fusionner le Haut Conseil de la science et de la technologie et le Conseil supérieur de la recherche et de la technologie en une seule instance, placée auprès du président de la République. Dans son rapport, Jean-Yves Le Déaut propose que soit plutôt placé auprès du Premier ministre ce nouvel organisme. Le Conseil stratégique de la recherche est instauré par la loi relative à l'enseignement supérieur et à la recherche de 2013 et le Haut Conseil de la science et de la technologie est supprimé. 

## Mission et organisation
Sa mission est d’éclairer le Gouvernement et le Parlement sur toutes les questions relatives aux grandes orientations de la Nation en matière de politique de recherche scientifique, de transfert de technologie et d’innovation. 

## Membres du Conseil
À sa création en 2006, le conseil est présidé par Serge Feneuille. Il est composé de douze à vingt membres désignés par le président de la République « en raison de leur compétence en matière scientifique et technologique ». La plupart de ses membres sont d'éminents scientifiques :
- M. Christian Amatore, directeur de recherche au CNRS et professeur à l'École normale supérieure ;
- M. Alain Aspect, directeur de recherche du CNRS à l'Institut d'optique, professeur à l'École polytechnique ;
- M. Raymond Boudon, professeur émérite à l'université Paris IV-Sorbonne ;
- Mme Marie-Germaine Bousser, professeure des universités-praticien hospitalier à l'université Paris VII-Denis-Diderot - Hôpital Lariboisière ;
- M. Alain Carpentier, professeur émérite à l'université Pierre-et-Marie-Curie ;
- Mme Lucienne Chatenoud, professeure des universités-praticien hospitalier à l'université Paris Descartes - Hôpital Necker-Enfants malades ;
- M. Antoine Compagnon, professeur au Collège de France ;
- M. Yves Coppens, professeur au Collège de France ;
- Mme Mireille Delmas-Marty, professeure au Collège de France ;
- Mme Anne Fagot-Largeault, professeure au Collège de France ;
- M. Serge Feneuille, ancien directeur général du CNRS, ancien directeur général de Lafarge Copée-Recherche ;
- M. Claude Griscelli, ancien directeur général de l'Institut national de la santé et de la recherche médicale ;
- Mme Mireille Hadas-Lebel, professeure à l'université Paris IV-Sorbonne ;
- M. Elyès Jouini, professeur à l'université Paris-Dauphine ;
- M. Jean Jouzel, directeur de recherche au CEA ;
- M. Philippe Kourilsky, professeur au Collège de France ;
- M. Jean-Marie Lehn, professeur au Collège de France ;
- M. Pierre-Louis Lions, professeur au Collège de France ;
- M. Jean Tirole, professeur à l'université Toulouse I ;
- M. Dominique Vernay, directeur de la recherche et de la technologie de Thales.

De 2009 à 2013, le Conseil est présidé par Jean Jouzel et est composé d’au plus vingt personnalités désignées par le Premier ministre, cinq à douze membres étant choisis « en raison de leur compétence en matière scientifique et technologique », cinq à douze autres « en raison des fonctions qu'ils exercent ou ont exercées en entreprise ». Le Conseil comprend par ailleurs un représentant de l'Office parlementaire d'évaluation des choix scientifiques et technologiques. Les membres sont ainsi :
- M. Alain Aspect, directeur de recherche du CNRS à l'Institut d'optique, professeur à l'École polytechnique ;
- M. Yves Bamberger, directeur de la recherche et développement du Groupe Électricité de France :
- M. Antoine Compagnon, professeur au Collège de France ;
- Mme Dominique Costantini, présidente de BioAlliance Pharma ;
- Mme Elisabeth Crouzet-Pavan, professeure d'histoire médiéviste de l'université de Paris IV ;
- M. Mathias Dewatripont, professeur d'économie à l'Université libre de Bruxelles ;
- M. Michel Dutang, directeur de la recherche de Veolia Environnement ;
- Mme Anne Ephrussi, directrice de l'unité de Biologie du développement de l'European Molecular Biology Laboratory (Heidelberg) ;
- M. Mathias Fink, directeur de l'Institut Langevin de l'ESPCI ParisTech ;
- M. Claude Griscelli, ancien directeur général de l'Institut national de la santé et de la recherche médicale ;
- M. Jean Jouzel, directeur de recherche au CEA ;
- Mme Michèle Lamont, professeure de sociologie à l'Université Harvard
- Mme Catherine Langlais, directrice du centre Saint-Gobain recherche ;
- M. Jean-Claude Latombe, professeur d'informatique à l'Université Stanford ;
- Mme Marion Leboyer, professeure des universités-praticien hospitalier en psychiatrie génétique
- M. Pierre-Louis Lions, professeur au Collège de France ;
- M. Jean-François Minster, directeur scientifique du groupe Total ;
- M. Jean-Pierre Tillon, direction scientifique de l’Union Coopérative INVIVO ;
- Mme Magali Vaissière, directrice des télécommunications à l'Agence spatiale européenne ;
- M. Jean Weissenbach, directeur de Genoscope.

### Texte juridique
- Code de la recherche, Article L120-1, dans sa version en vigueur entre le 18 avril 2006 et le 11 décembre 2008
- Décret no 2006-698 du 15 juin 2006 relatif au Haut Conseil de la science et de la technologie, abrogé le 1er novembre 2013